# Marcin Przybyłowicz (kompozytor)
Marcin Przybyłowicz (ur. 4 maja 1985) – polski kompozytor, pianista, trębacz i dyrygent, magister sztuki, absolwent Akademii Muzycznej w Bydgoszczy w klasie fortepianu, trąbki oraz dyrygentury jazzowej i klasycznej, znany przede wszystkim jako twórca muzyki do gry Wiedźmin 3: Dziki Gon (wraz z Mikołajem Stroińskim). W 2016 roku był najczęściej słuchanym polskim twórcą wśród użytkowników Spotify spoza Polski. Jest kompozytorem muzyki do Korony królów, historycznego serialu TVP.

## Gry do których tworzył muzykę
- Wiedźmin 2: Zabójcy królów (2011 – kompozytor)
- Hard Reset (2011 – efekty dźwiękowe)
- Afterfall: InSanity (2011 – kompozytor)
- Zaginięcie Ethana Cartera (2014 – efekty dźwiękowe)
- Ancient Space (2014 – kompozytor)
- Wiedźmin: Battle Arena (2015 – kompozytor)
- Wiedźmin 3: Dziki Gon (2015 – kompozytor/dyrektor muzyczny)[8]
- Wiedźmin 3: Serca z kamienia (2015 – kompozytor/dyrektor muzyczny)
- Hard West (2015 – kompozytor)
- Wiedźmin 3: Krew i wino (2016 – kompozytor/dyrektor muzyczny)
- Gloria Victis (2016 – główna ścieżka)
- Seven: The Days Long Gone (2016 – kompozytor)
- Gwint: Wiedźmińska gra karciana (kompozytor)
- Cyberpunk 2077 (kompozytor)
- Resident Evil Village (2021 - utwór "Village of Shadows")